# Cmentarz żydowski w Mieruniszkach
Cmentarz żydowski w Mieruniszkach – kirkut mieści się przy wschodnim końcu wsi. Sąsiaduje z wiejską nekropolią ewangelicką.